# 貝內特穹
71°48′S 73°3′W / 71.800°S 73.050°W
貝內特穹（英語：Bennett Dome）是南極洲的穹丘，位於亞歷山大一世島的貝多芬半島南部，海拔高度約460米，根據美國拍攝的空中照片繪入地圖，現時由南極條約體系管理。